# Décès en septembre 1932
Décès
- 1882
- 1883
- 1884
- 1885
- 1886
- 1887
- 1888
- 1889
- 1890

Pour une information complémentaire, voir la page d'aide.

| Date         | Nom             | Pays                   | Activités                                               | Âge | Source |
| ------------ | --------------- | ---------------------- | ------------------------------------------------------- | --- | ------ |
| 2 septembre  | Gustav Ernesaks | Drapeau de l'Estonie   | Haltérophile estonien.                                  | 36  |        |
| 9 septembre  | Alajos Szokolyi | Drapeau de la Hongrie  | Athlète hongrois.                                       | 61  |        |
| 11 septembre | André Dahl      | Drapeau de la France   | Journaliste, écrivain et directeur de théâtre français. | 46  |        |
| 13 septembre | Carl Johnson    | Drapeau des États-Unis | Athlète américain.                                      | 34  |        |
| 15 septembre | Willem Eymers   | Drapeau des Pays-Bas   | Arbitre de football néerlandais.                        | 47  |        |
| 20 septembre | Max Slevogt     | Drapeau de l'Allemagne | Peintre allemand.                                       | 63  |        |
| 24 septembre | Stuart Stickney | Drapeau des États-Unis | Golfeur américain.                                      | 55  |        |